# Yesterday (canal de televisão)
Yesterday é um canal de televisão britânico voltado para a história com transmissão aberta no Reino Unido e na Irlanda. Foi lançado em 30 de outubro de 2002 como UK History e relançado em seu formato atual em 2 de março de 2009. Está disponível via satélite através da Sky UK, Freesat e do provedor digital terrestre Freeview.

## História
O canal foi lançado originalmente em 30 de outubro de 2002 como UK History, um canal para documentários sobre história. A maior parte da programação do canal é proveniente do arquivo de programas da BBC, através da propriedade do canal pela BBC Studios. O lançamento do canal coincidiu também com o lançamento do novo fornecedor digital terrestre Freeview, na sequência do colapso do antigo fornecedor ITV Digital. O serviço permaneceu inalterado até 8 de março de 2004, quando mudou seu nome em linha com o resto da rede UKTV para UKTV History.
O UKTV History assumiu o lugar usado pelo malsucedido UKTV Bright Ideas que dividia o slot com os canais Virgin1 e Babestation. A incapacidade do canal de transmitir em horário nobre em TDT resultou em uma queda nas avaliações. Em novembro de 2007, o canal tinha 0,3% de todas as visualizações de televisão, em comparação com 0,5% do ano anterior. Essa restrição permaneceu até 1º de junho de 2010, quando o tempo de transmissão foi estendido no Freeview. Como resultado, o canal passou a transmitir integralmente das 6h à 1h diariamente.
No lançamento, o canal estava originalmente no canal 12 no Freeview, mas mudou para o canal 19 em 19 de setembro de 2012, trocando com o canal irmão Dave. Em 10 de junho de 2019, a Yesterday mudou-se para o canal 25 do Freeview, um espaço anteriormente ocupado por seu antigo canal irmão Home, que a Discovery, Inc. Em 4 de novembro de 2020, o canal mudou para o canal 26.
Como parte de um programa de toda a rede de relançamento de todos os canais da UKTV sob nomes e marcas exclusivas, o canal foi renomeado como Yesterday em 2 de março de 2009. O novo canal também teve programação extra, incluindo séries históricas de ficção e programas anteriormente transmitidos no canal UKTV Documentary sobre a história natural das Ilhas Britânicas.
Desde 24 de julho de 2012, o Yesterday oferece mais conteúdos voltados para o entretenimento, juntamente com uma atualização de design, que inclui um novo logotipo e identidade, de modo a atrair um público mais amplo e jovem, juntamente com um novo slogan, "Entretenimento Inspirado pela História".
No final de 2014, começou a diminuir lentamente a quantidade de comédia e drama exibidos no canal e se ramificou em conteúdo mais factual, com adições de conteúdo sobre história natural, ciência e engenharia ao lado da clássica programação de história.
Em 8 de dezembro de 2015, Yesterday ficou disponível na Freesat juntamente com dois de seus canais irmãos da UKTV, Drama, e o antigo canal irmão, Really.